# 자기기만
자기기만(self-deception)은 반대 증거와 논리적 주장의 관련성, 중요성을 부인하거나 합리화하는 과정이다. 자기기만에는 자신에게 진실(또는 진실의 결여)을 확신시켜 기만에 대한 자기 지식을 드러내지 않는 것이 포함된다.

## 간략한 역사
의식과 무의식에 대한 프로이트적 분석이 해당 분야를 지배하는 동안, 1970년대 심리학자들은 겉보기에 분리되어 있는 것처럼 보이는 두 세계가 어떻게 함께 작동할 수 있는지 궁금해했다. 이 연구 계열에 사용할 수 있는 기계적 모델이 부족하여 논쟁이 해결되지 않았다. 이후에는 사회심리학의 시각 관련 연구로 초점이 옮겨졌다.